# Saarlouis fästning

Stadens vapen med en uppåtgående sol och tre liljor, stadfäst av Ludvig XIV 1683

Saarlouis fästning är en tidigare befästning i Saarlouis i Saarland i Tyskland.
Sedan Lorraine tillfallit Frankrike efter freden i Nijmegen 1678, beordrade Ludvig XIV 1680 befästningsbyggen för att försvara Frankrikes östra gräns vid floden Saar. Den franske ingenjören Sébastien Le Prestre de Vauban anlade staden efter ritningar av Thomas de Choisy, vilken senare blev stadens förste styresman.
Med freden i Rijswijk 1697 blev större delen av Lorraine åter självständig, men Saarlouis och dess omgivningar förblev en fransk enklav. Med freden i Paris 1815, tillföll Saarlouis och hela regionen kungadömet Preussen.
Efter första världskriget ockuperade franska trupper Saarlouis. Det blev Saarprotektorat under Nationernas förbund under en femtonårsperiod. Därefter hölls en folkomröstning i januari 1935, i vilken nio av tio röstande valde återanslutning till Tyskland. Efter andra världskriget ockuperades Saarland åter av franska trupper. I en folkomröstning 1955 röstade majoriteten för återförening med dåvarande Västtyskland, och Saarland blev i januari 1957 Västtysklands tionde delstat.                      
De gamla befästningsanläggningarna dominerar staden Saarlouis, som är byggd efter en sexkantig stadsplan. Efter 1887 har vissa delar av fästningen rivits, men många av dess byggnader, som kasematterna, några av kasernerna samt torget Großer Markt med militärkommendantens högkvarter finns kvar.

## Bildgalleri

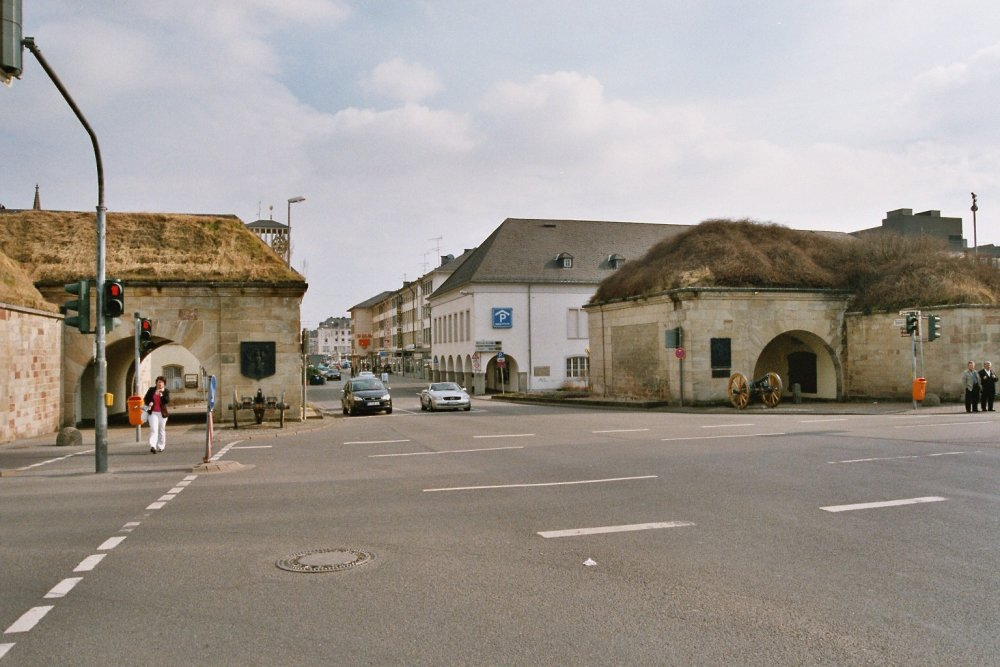
Deutsches Tor (Tyska porten)
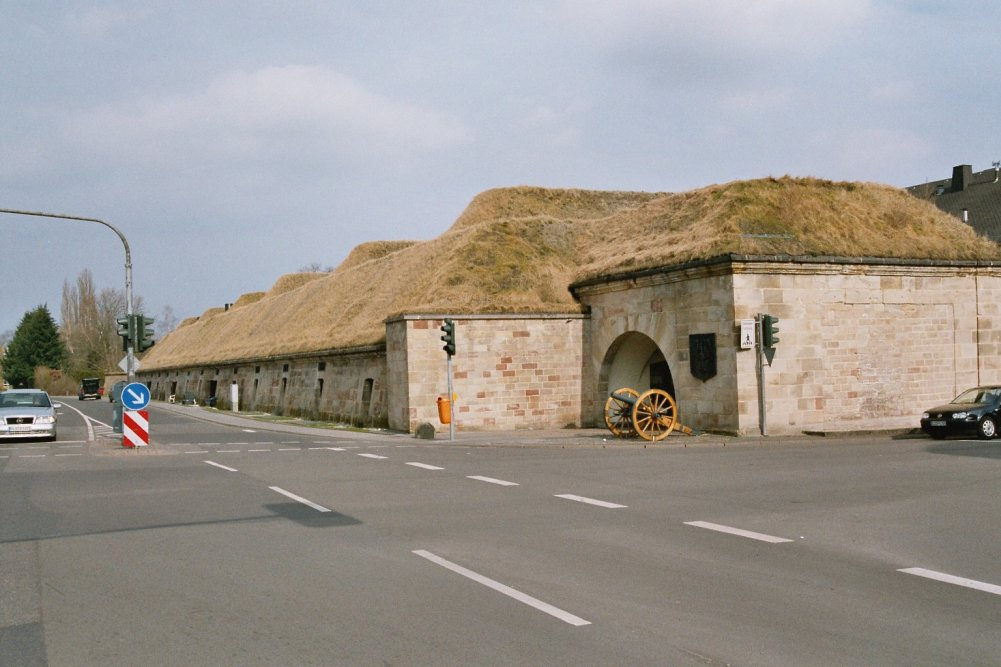
Kasematterna
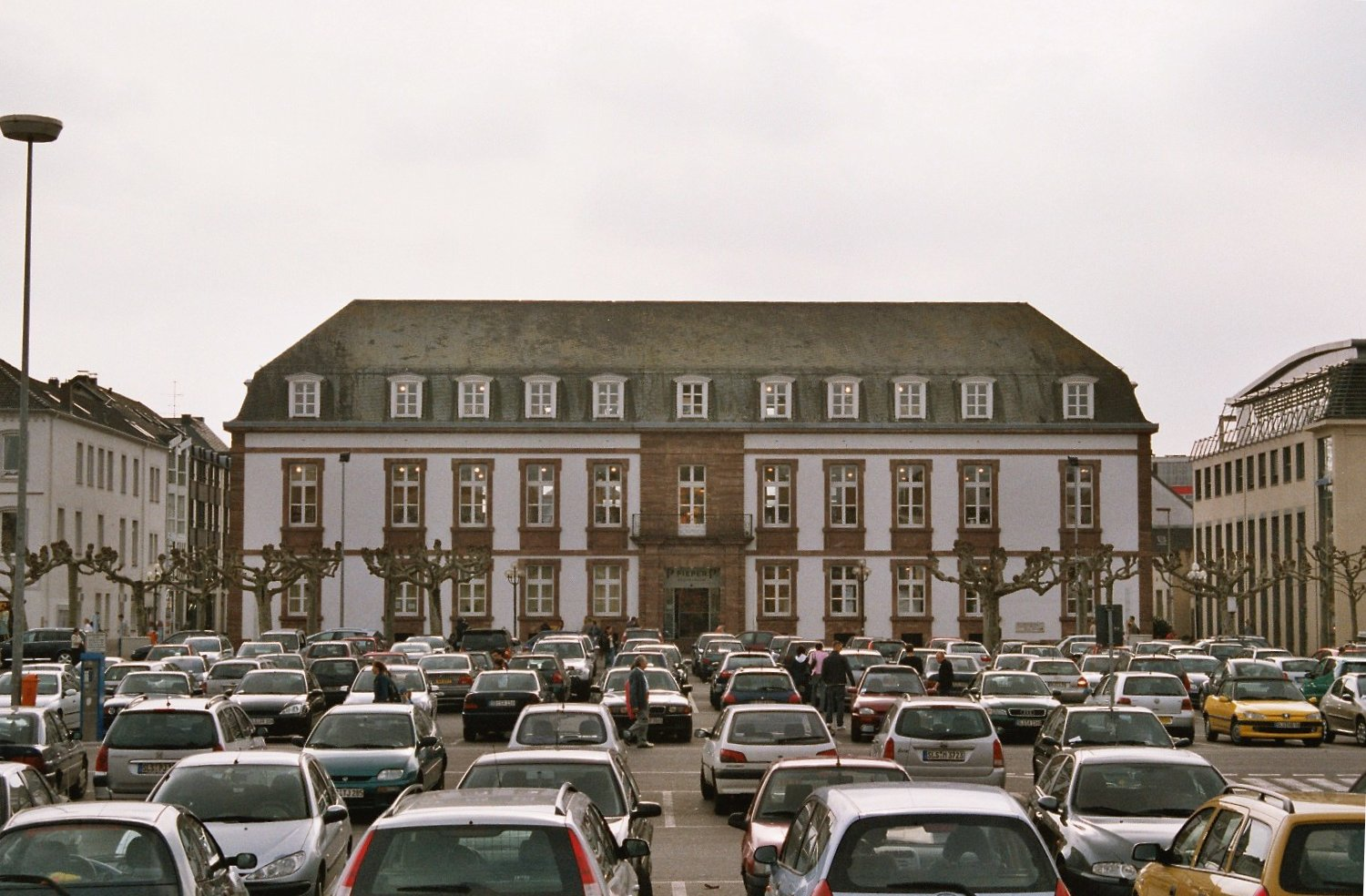
Militärkommendantens högkvarter och torget Großer Markt
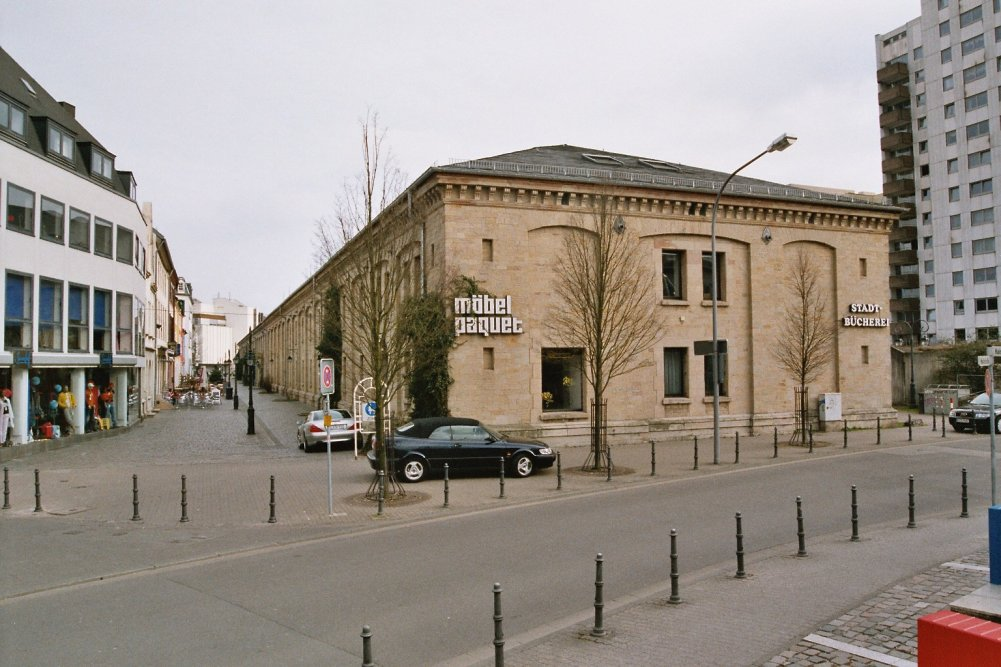
Kasern nr VI, idag museum och bibliotek